# BY Draconis
BY Draconis ist ein Mehrfachsystem in einer Entfernung von etwas über 50 Lichtjahren. Die Komponenten A und B umkreisen einander eng in lediglich 5,98 Tagen und bilden den Prototyp der BY-Draconis-Sterne, welche zu den Rotationsveränderlichen Sternen gehören. Komponente C ist ein schwacher Roter Zwerg und umkreist AB in einer Distanz von 260 AE.
BY Draconis AB hat Sternflecken vergleichbar zu den Sonnenflecken der Sonne. In Kombination mit der schnellen Rotation wandern diese Flecken rapide und verursachen so die Veränderlichkeit. Die mittlere Periode dieser Schwankungen liegt bei 3,8 Tagen, wobei sich auch langfristige Trends über Jahre zeigen. Es wird vermutet, dass die Veränderlichkeit hauptsächlich durch die hellere Komponente A verursacht wird, aber auch Komponente B könnte einen Beitrag leisten.